# بونيرة مانية
بونيرة مانية (الاسم العلمي:Ponera manni) هي نوع من حشرات تتبع جنس البونيرة من فصيلة النمليات.